# 菱田海佑香
海佑香（みゅうか、2003年1月30日 - ）は、日本のモデル、歌手、ダンサー。 MAGICOURの元メンバー。妹は、Girls²の菱田未渚美。元Popteenレギュラーモデル。

## 人物
- EXPG STUDIO OSAKA 出身
- 趣味/特技：関西人にしか言えない早口言葉、変顔、早着替え早メイク、反復横跳び。
- Girls²の菱田未渚美の姉
- ファンネーム『みゅうちゃんず🌼❕』

## 来歴
2021年10月26日、菱田海佑香から海佑香への改名、およびnapへの所属を発表した。
2023年4月1日、みゅうか名義でグローアップへの所属を発表した。
2023年5月22日、GIANNA Anotherのレギュラーモデルに決定した。